# Idiops crassus
Idiops crassus är en spindelart som beskrevs av Simon 1884. Idiops crassus ingår i släktet Idiops och familjen Idiopidae.
Artens utbredningsområde är Myanmar. Inga underarter finns listade i Catalogue of Life.